# Michele Maffei
Michele Maffei, né à Rome le 11 novembre 1946, est un ancien escrimeur italien champion olympique par équipe du sabre en 1972 et champion du monde individuel en 1971.

## Palmarès
- Jeux olympiques d'été
  -  Médaille d'or au sabre par équipe aux Jeux olympiques d'été de 1972
  -  Médaille d'argent au sabre par équipe aux Jeux olympiques d'été de 1968
  -  Médaille d'argent au sabre par équipe aux Jeux olympiques d'été de 1976
  -  Médaille d'argent au sabre par équipe aux Jeux olympiques d'été de 1980
- Championnats du monde d'escrime
  -  Médaille d'or au sabre individuel aux Championnats du monde d'escrime 1971 à Vienne
  -  Médaille d'argent au sabre par équipe aux Championnats du monde d'escrime 1979 à Melbourne
  -  Médaille d'argent au sabre par équipe aux Championnats du monde d'escrime 1982 à Rome
  -  Médaille de bronze au sabre individuel aux Championnats du monde d'escrime 1978 à Hambourg
  -  Médaille de bronze au sabre individuel aux Championnats du monde d'escrime 1981 à Clermont-Ferrand
  -  Médaille de bronze au sabre par équipe aux Championnats du monde d'escrime 1971
  -  Médaille de bronze au sabre par équipe aux Championnats du monde d'escrime 1973 à Göteborg
  -  Médaille de bronze au sabre par équipe aux Championnats du monde d'escrime 1974 à Grenoble
  -  Médaille de bronze au sabre par équipe aux Championnats du monde d'escrime 1978